# Cratere Humboldt
Humboldt è un grande cratere lunare di 199,46 km situato nella parte sud-orientale della faccia visibile della Luna.
Il cratere è dedicato al filosofo tedesco Wilhelm von Humboldt.

## Crateri correlati
Alcuni crateri minori situati in prossimità di Humboldt sono convenzionalmente identificati, sulle mappe lunari, attraverso una lettera associata al nome.
| Humboldt | Coordinate            | Diametro (in km) |
| -------- | --------------------- | ---------------- |
| B        | 30°49′48″S 83°38′24″E | 20,88            |
| N        | 26°03′S 80°39′E       | 14,49            |